# 1752 van Herk
1752 van Herk este un asteroid din centura principală, descoperit pe 22 iulie 1930, de Hendrik van Gent.